# Flipnic
Flipnic est un jeu vidéo de flipper développé par SCEI, sorti en 2005 sur PlayStation 2.
Il est cité dans Les 1001 jeux vidéo auxquels il faut avoir joué dans sa vie.

## Accueil
- GameSpot : 6,9/10[2]